# 吉谷昭雄
吉谷 昭雄（よしや あきお）は、日本のミュージカル俳優及び演出スーパーバイザーである。青森県中津軽郡西目屋村出身。劇団四季所属。

## 来歴
1974年、劇団四季に入団。きっかけは、当時劇団四季で大道具のアルバイトをしていた時に劇団四季の創設者の一人である浅利慶太に声をかけてもらったことである。
俳優としては、ライオンキングやアラジンなどのさまざまな人気作品に出演している。
また過去には、「ユタとふしぎな仲間たち」にて方言指導を務めたり、「美女と野獣」や「ガンバの大冒険」などの作品で演出スーパーバイザーを務めていた。

## 出演作品

### 舞台
- ジーザス・クライスト・スーパースター（司祭2）
- ユタとふしぎな仲間たち（寅吉）
- ライオン・キング（ザズ）
- 美女と野獣（コッグスワース）
- オペラ座の怪人（ムッシュー・レイエ）
- クレイジー・フォー・ユー（ベラ・ザングラー）
- 人間になりたがった猫（タドベリ、ステファヌス）
- エルコスの祈り（ストーン博士）
- ひばり（ジャンヌの父親）
- 桃次郎の冒険（お爺さん）
- リトル・マーメイド（グリムスビー）
- アラジン（（王）サルタン）
- カモメに飛ぶことを教えた猫（大佐）

### CD
- ジーザス・クライスト・スーパースター（司祭2）
- 人間になりたがった猫（ステファヌス）
- ユタと不思議な仲間たち（寅吉）

### DVD
- エルコスの祈り（ストーン博士）
- ユタと不思議な仲間たち（寅吉）